# Brecklange
Brecklange est un village et une ancienne commune de Moselle en Lorraine, rattaché à Hinckange depuis 1812.

## Géographie
Situé a l’est de Hinckange.

## Toponymie
- Brancelingen en 874[1], Brechelingen en 1137, Breskelenge en 1277, Breichelingen et Brechlingen en 1594, Brechling en 1606, Bricklange en 1610, Brekelange en 1756[2], Brecklange en 1793[3], Brechlingen en 1871-1918.
- En allemand : Brechlingen[2]. En francique lorrain : Bréichling.
- Au XIXe siècle, Brecklange était également connu au niveau postal sous l'alias de Breichlingen[4].

## Histoire
- Faisait partie, en 1634 du douaire de Henriette de Lorraine, princesse de Phalsbourg.
- Ancienne annexe de la paroisse de Boulay.
- Réuni à Hinckange par décret du 21 août 1812.

## Démographie
| 1793 | 1800 | 1806 |
| ---- | ---- | ---- |
| 99   | 101  | 124  |

## Lieux et monuments
- Château de Brecklange.
- Chapelle Saint-Laurent.